# Roger de Nanteuil
Edmond Jules Marie Roger de Nanteuil (1857-1951) fue un botánico francés.

## Honores

### Epónimos
- (Caryophyllaceae) Kohlrauschia nanteuilii (Burnat) P.W.Ball & Heywood[1]
- (Caryophyllaceae) Petrorhagia nanteuilii (Burnat) P.W.Ball & Heywood[2]
- (Caryophyllaceae) Tunica nanteuilii Gürke[3]

- La abreviatura «Nanteuil» se emplea para indicar a Roger de Nanteuil como autoridad en la descripción y clasificación científica de los vegetales.[4]